# Stockton (Iowa)
Stockton és una població dels Estats Units a l'estat d'Iowa. Segons el cens del 2000 tenia 182 habitants.

## Demografia
Segons el cens del 2000, Stockton tenia 182 habitants, 72 habitatges, i 52 famílies. La densitat de població era de 638,8 habitants/km².
Dels 72 habitatges en un 36,1% hi vivien nens de menys de 18 anys, en un 55,6% hi vivien parelles casades, en un 11,1% dones solteres, i en un 26,4% no eren unitats familiars. En el 25% dels habitatges hi vivien persones soles el 5,6% de les quals corresponia a persones de 65 anys o més que vivien soles. El nombre mitjà de persones vivint en cada habitatge era de 2,53 i el nombre mitjà de persones que vivien en cada família era de 2,92.
Per edats la població es repartia de la següent manera: un 28,6% tenia menys de 18 anys, un 7,1% entre 18 i 24, un 30,8% entre 25 i 44, un 25,3% de 45 a 60 i un 8,2% 65 anys o més.
L'edat mediana era de 35 anys. Per cada 100 dones de 18 o més anys hi havia 100 homes.
La renda mediana per habitatge era de 35.417 $ i la renda mediana per família de 28.438 $. Els homes tenien una renda mediana de 28.750 $ mentre que les dones 20.313 $. La renda per capita de la població era de 17.003 $. Entorn del 6,8% de les famílies i el 6,3% de la població estaven per davall del llindar de pobresa.

## Poblacions més properes
El següent diagrama mostra les poblacions més properes.